# Коропська селищна рада
Ко́ропська се́лищна ра́да —  орган місцевого самоврядування Коропської селищної громади Новгород-Сіверського району Чернігівської області. Адміністративний центр — селище міського типу Короп.

## Загальні відомості
Коропська селищна рада утворена у 1919 році.
- Територія ради: 10,179 км²
- Населення ради: 5 567 осіб (станом на 2001 рік)

## Населені пункти
Селищній раді підпорядковані населені пункти:
- смт Короп

## Склад ради
Рада складається з 30 депутатів та голови.
- Голова ради: Бєлан Микола Васильович
- Секретар ради: Чернявська Ольга Іванівна

### Керівний склад попередніх скликань
| Прізвище, ім'я, по батькові | Основні відомості                                                        | Дата обрання | Дата звільнення |
| --------------------------- | ------------------------------------------------------------------------ | ------------ | --------------- |
| Белан Микола Васильович     | Селищний голова, 1951 року народження, освіта вища, член Народної партії | 26.03.2006   | 31.10.2010      |
| Бєлан Микола Васильович     | Селищний голова, 1951 року народження, освіта вища, член Партії регіонів | 31.10.2010   |                 |

Примітка: таблиця складена за даними сайту Верховної Ради України

### Депутати
За результатами місцевих виборів 2010 року депутатами ради стали:

#### За суб'єктами висування
| Суб'єкт висування                 | Кількість обраних депутатів | %    |
| --------------------------------- | --------------------------- | ---- |
| Партія регіонів                   | 16                          | 53,3 |
| Самовисування                     | 9                           | 30   |
| Комуністична партія України       | 2                           | 6,7  |
| Єдиний Центр                      | 1                           | 3,3  |
| Народна партія                    | 1                           | 3,3  |
| Політична партія «Сильна Україна» | 1                           | 3,3  |

#### За округами
| № округу                          | Прізвище, ім'я, по батькові   | Дата визнання обраним | Освіта             | Партійна приналежність                        | Відомості про обраного депутата                                      |
| --------------------------------- | ----------------------------- | --------------------- | ------------------ | --------------------------------------------- | -------------------------------------------------------------------- |
| Єдиний Центр                      |                               |                       |                    |                                               |                                                                      |
| 8                                 | Козачок Олександр Миколайович | 01.11.2010            | вища               | член Єдиного Центру                           | Коропське УПСЗН, перший заступник начальника управління              |
| Комуністична партія України       |                               |                       |                    |                                               |                                                                      |
| 20                                | Солодка Любов Миколаївна      | 01.11.2010            | середня спеціальна | член Комуністичної партії України             | ФОП Савченко, реалізатор                                             |
| 27                                | Кудренко Віктор Михайлович    | 01.11.2010            | середня спеціальна | позапартійний                                 | тимчасово не працює                                                  |
| Народна Партія                    |                               |                       |                    |                                               |                                                                      |
| 26                                | Дорда Юрій Олексійович        | 01.11.2010            | вища               | член Народної партії                          | Коропська селищна рада, інженер-землевпорядник                       |
| Партія регіонів                   |                               |                       |                    |                                               |                                                                      |
| 1                                 | Протасова Олена Іванівна      | 01.11.2010            | вища               | член Партії регіонів                          | Коропська селищна рада, головний бухгалтер                           |
| 2                                 | Книр Валентина Петрівна       | 01.11.2010            | середня спеціальна | член Партії регіонів                          | ТОВ «Агроконтракт», агроном                                          |
| 3                                 | Семенова Тетяна Михайлівна    | 01.11.2010            | середня спеціальна | член Партії регіонів                          | дошкільний навчальний заклад «Дзвіночок», вихователь                 |
| 10                                | Ющик Наталія Анатоліївна      | 01.11.2010            | вища               | член Партії регіонів                          | Коропська РДА, головний спеціаліст                                   |
| 11                                | Дмитрик Олександр Іванович    | 01.11.2010            | вища               | член Партії регіонів                          | Ощадбанк 3059, керуючий                                              |
| 12                                | Губський Олександр Федорович  | 01.11.2010            | вища               | член Партії регіонів                          | Регілнальний історикоархеологічний музей, директор                   |
| 13                                | Хілько Світлана Миколаївна    | 01.11.2010            | вища               | член Партії регіонів                          | ПФУ в Коропському районі, начальник відділу надходження платежів     |
| 14                                | Юрченко Юрій Дмитрович        | 01.11.2010            | вища               | член Партії регіонів                          | приватний підприємець                                                |
| 17                                | Яременко Тетяна Григорівна    | 01.11.2010            | середня            | член Партії регіонів                          | Коропський хлібзавод, приватний підприємець                          |
| 18                                | Кудрицька Руслана Миколаївна  | 01.11.2010            | вища               | член Партії регіонів                          | Коропська РДА, начальник відділу організаційно-кадрової роботи       |
| 21                                | Ветоха Юрій Олексійович       | 01.11.2010            | середня спеціальна | член Партії регіонів                          | КП «Благоустрій», майстер                                            |
| 22                                | Токарєва Ольга Андріївна      | 01.11.2010            | вища               | член Партії регіонів                          | Коропська дитяча бібліотека, завідувачка                             |
| 24                                | Коток Олександр Петрович      | 01.11.2010            | вища               | член Партії регіонів                          | Коропський УГГ «Коропгаз», майстер                                   |
| 25                                | Яцечко Владислав Іванович     | 01.11.2010            | вища               | член Партії регіонів                          | Риботинська загальноосвітня школа, вчитель                           |
| 28                                | Пасько Людмила Василівна      | 01.11.2010            | середня            | член Партії регіонів                          | ТОВ «Агроконтракт», бухгалтер                                        |
| 29                                | Костира Олексій Петрович      | 01.11.2010            | середня спеціальна | член Партії регіонів                          | Коропське управління газового господарства, слюсар                   |
| Політична партія «Сильна Україна» |                               |                       |                    |                                               |                                                                      |
| 19                                | Чернявська Ольга Іванівна     | 01.11.2010            | вища               | член Політичної партії «Сильна Україна»       | Коропська селищна рада, секретар                                     |
| Самовисування                     |                               |                       |                    |                                               |                                                                      |
| 4                                 | Редько Леонід Андрійович      | 01.11.2010            | вища               | член Всеукраїнського об'єднання «Батьківщина» | Короп ЦТП № 3, інженер електро зв'язку                               |
| 5                                 | Марченко Григорій Миколайович | 01.11.2010            | вища               | позапартійний                                 | юридична консультація, адвокат                                       |
| 6                                 | Сергієнко Едвард Леонідович   | 01.11.2010            | незакінчена вища   | позапартійний                                 | КП «Благоустрій», директор                                           |
| 7                                 | Михайлов Анатолій Петрович    | 01.11.2010            | вища               | позапартійний                                 | Магазин «Київстар», директор                                         |
| 9                                 | Якубов Павло Григорович       | 26.12.2010            | середня            | позапартійний                                 | приватний підприємець                                                |
| 15                                | Грибань Тетяна Анатоліївна    | 01.11.2010            | середня            | позапартійна                                  | Коропська ЦРЛ, статистик медичний                                    |
| 16                                | Кучеренко Юрій Анатолійович   | 01.11.2010            | середня            | член Всеукраїнського об'єднання «Батьківщина» | ДП БПК «Барселона», механік                                          |
| 23                                | Панченко Віктор Борисович     | 01.11.2010            | вища               | позапартійний                                 | Коропська загальноосвітня школа I-III ст., вчитель фізичної культури |
| 30                                | Ващенко Лариса Анатоліївна    | 19.05.2013            | вища               | член Народної партії                          | Коропська районна рада, головний спеціаліст                          |